# FK Neftchi Fergana
El Neftchi Fergana (en uzbeko: Neftchi Farg'ona futbol klubi, uzbeco cirílico: Нефтчи Фарғона футбол клуби; en ruso: футбольный клуб Нефтчи Фергана) es un club de fútbol de la ciudad de Fergana en Uzbekistán. Fue fundado en 1962 y actualmente juega en la Liga de fútbol de Uzbekistán. El equipo cuenta con cinco campeonatos de liga en su palmarés.

## Uniforme
- Uniforme titular: Camiseta verde, pantalón blanco y medias verdes.
- Uniforme alternativo: Camiseta blanca, pantalón verde y medias blancas.

## Estadio

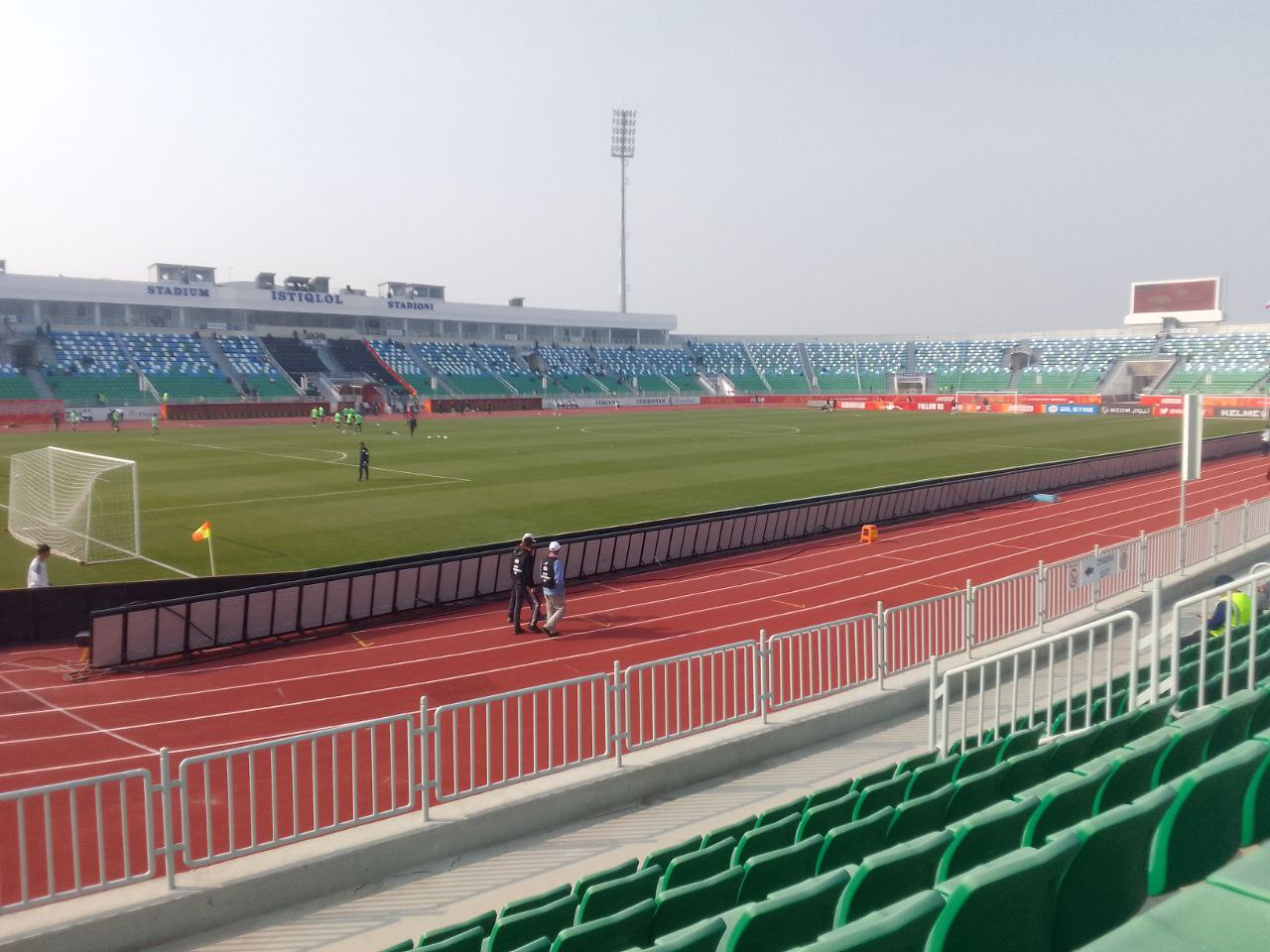
Estadio Istiqlol.

El equipo hace sus partidos como local en el Estadio Fergana que tiene capacidad para unos 20.000 espectadores aproximadamente.

## Palmarés

### Torneos nacionales
- Liga de Uzbekistán (5):

1992, 1993, 1994, 1995, 2001.
- Copa de Uzbekistán (2):

1994, 1996.